# Arendbuizerd
De arendbuizerd (Buteo rufinus) is een groot soort buizerd die voorkomt in droge steppegebieden in Zuidoost-Europa, Noord-Afrika en West-Azië.

## Kenmerken
Het is een 43 tot 58 cm lange roofvogel, met een spanwijdte van 105 tot 155 cm. De arendbuizerd is iets groter dan een buizerd, maar ook krachtiger en zwaarder. De ondersoort die voorkomt in Europa en Azië is groter dan die in Afrika. Het dier heeft een donkere haaksnavel en gele poten. De bovenzijde is donkerbruin met brede, roestrode veerzomen. De kop is lichtbruin tot witachtig met donkere strepen. Keel en borst zijn bijna wit. De onderzijde is geheel bruin of lichtbruin. Een onvolwassen arendbuizerd lijkt in vlucht op de ruigpootbuizerd maar houdt de vleugels iets meer omhoog. Door het bestaan van verschillende kleurvariëteiten is determinatie van deze roofvogel zeer lastig.

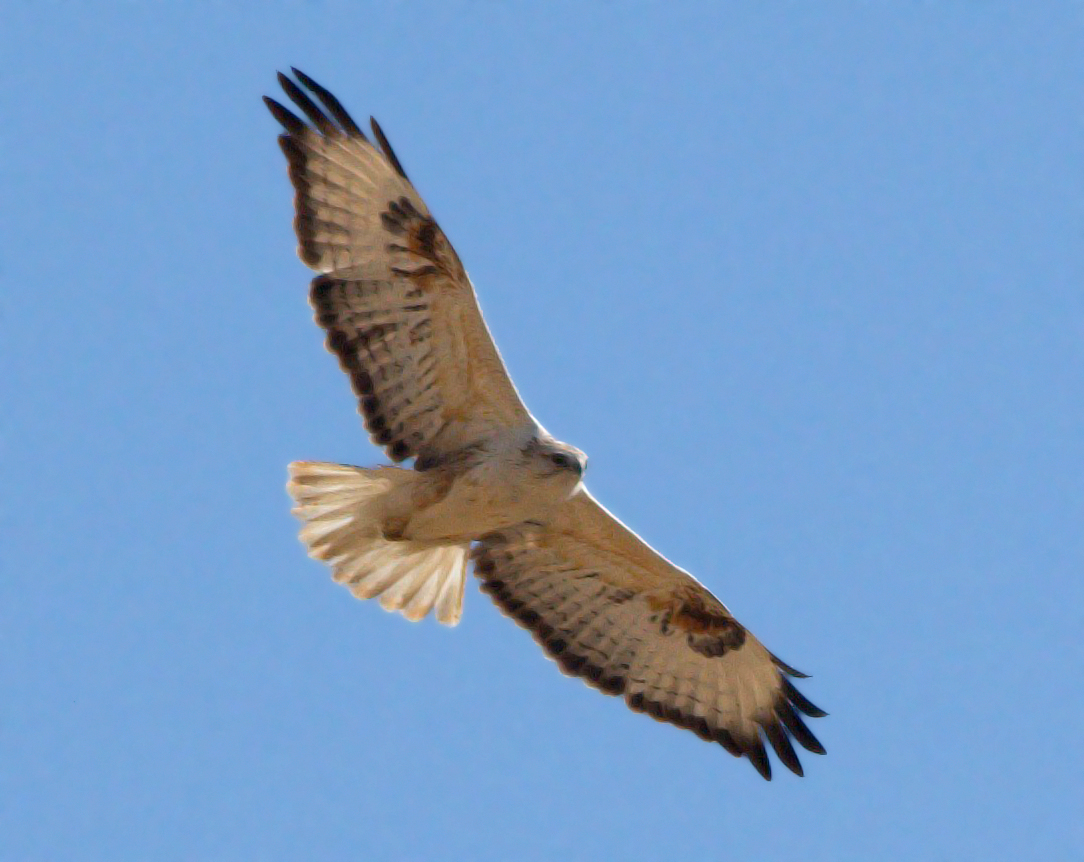
Onvolwassen arendbuizerd in vlucht

## Verspreiding en leefgebied
Binnen het verspreidingsgebied komen twee ondersoorten voor:
- B. r. rufinus (Griekenland, Roemenië, Zuidoost-Rusland, rond de Zwarte Zee, Klein-Azië en verder tot in Midden-Azië, trekvogel die overwintert in Noordoost-Afrika en in het noorden van India.)
- B. r. cirtensis (Mauritanië tot in Egypte en op het Arabisch schiereiland, standvogel)

Het is een steppevogel, die ook wel in kaal bergland voorkomt, maar zich op open vlakten het beste thuis voelt.

## Voorkomen in Nederland en Vlaanderen
De arendbuizerd is een zeer zeldzame dwaalgast in de Lage Landen. In 1906 werd er arendbuizerd gevangen bij Buiksloot (nu gelegen in Amsterdam-Noord) en opgesloten in een kooi van Artis. De tweede bevestigde waarneming werd pas in het jaar 2000 gedaan en daarna volgden nog acht waarnemingen tot in 2021.
Eind oktober 2008 werd hij gedurende een week regelmatig waargenomen in de nieuwe natuurgebieden aan de Antwerpse Linkeroever (Doelpolder en de nieuwe braakliggende havenvlakte).

## Status
De arendbuizerd heeft een groot verspreidingsgebied en daardoor is de kans op de status kwetsbaar (voor uitsterven) uiterst gering. De grootte van de populatie wordt geschat op 100-500 duizend volwassen individuen en is stabiel. Om deze redenen staat deze buizerd als niet bedreigd op de Rode Lijst van de IUCN.